# Sęp (gmina Radoszyce)
Sęp – wieś w Polsce, położona w województwie świętokrzyskim, w powiecie koneckim, w gminie Radoszyce.
W latach 1975–1998 miejscowość administracyjnie należała do województwa kieleckiego.
Wierni Kościoła rzymskokatolickiego należą do parafii Świętej Trójcy w Fałkowie lub do parafii Wniebowzięcia Najświętszej Maryi Panny i św. Tekli w Mninie.